# Вастеркинген
Вастеркинген (нем. Wasterkingen) — коммуна в Швейцарии, в кантоне Цюрих.
Входит в состав округа Бюлах. Население составляет 557 человек (на 31 декабря 2007 года). Официальный код — 0070.

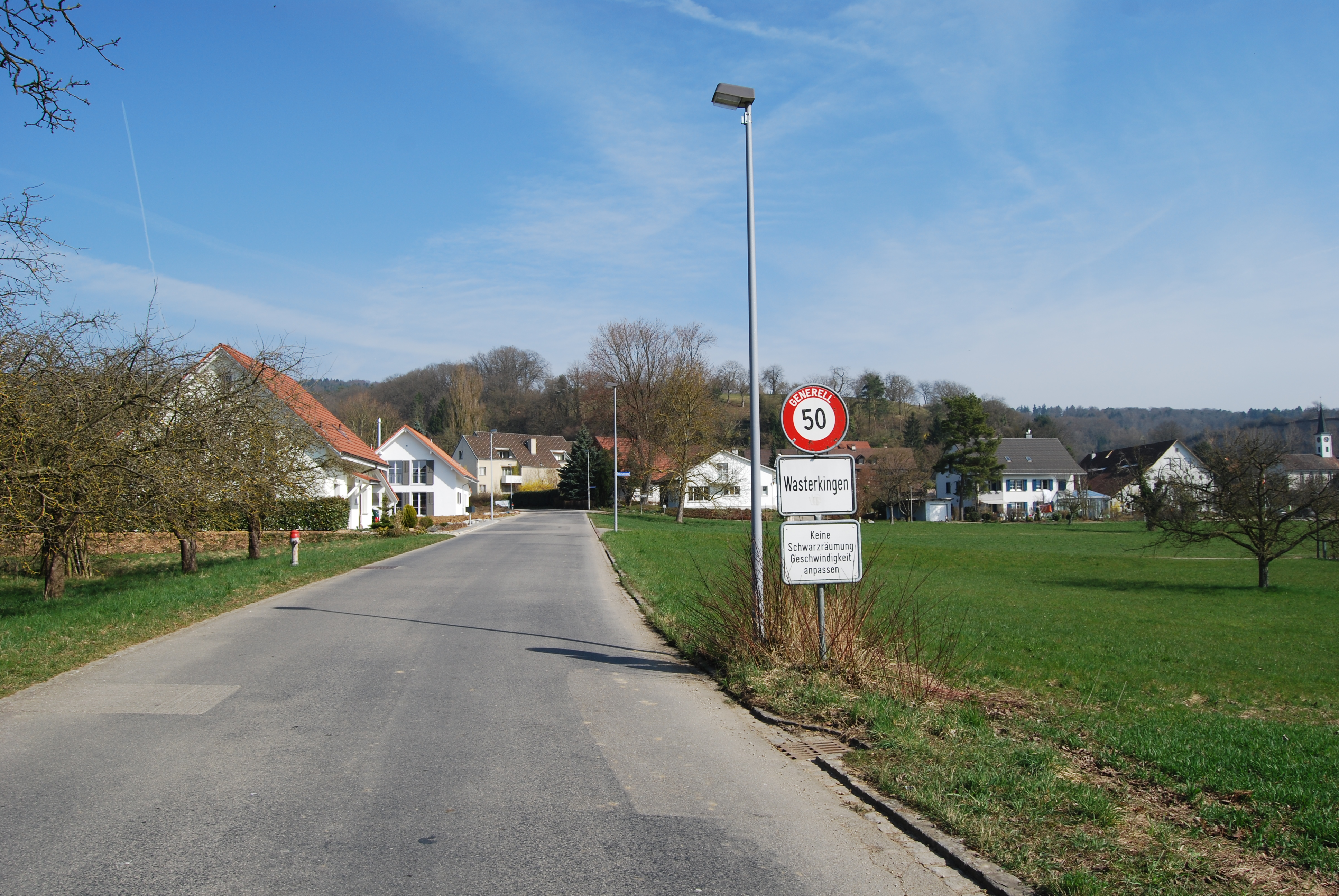
Вастеркинген